# Латвийски имена
Латвийските имена като в повечето европейски култури се състоят от два главни елемента: лично име (vārds) последвано от фамилия (uzvārds). По време на съветската окупация (1940 – 1991) практиката да се дава презиме е възпирана, но след възстановяването на независимо латвийско законодателство, то позволява да се дават до две лични имена и става по-честа практика да се дава презиме на децата.
Латвийските мъжки имена завършват на първо или второ склонение или с други думи на -s/-š, или на -is (с няколко чуждестранни изключения, завършващи с неизяснено -o, като Иво, Райво, Гвидо, Бруно, Ото и няколко с 3-то склонение завършващи на –us/-ус, като Ingus/Ингус, Mikus/Микус, Edžus/Еджус, Zemgus/Земгус.) Латвийските женски имена са в 4-то и 4-то склонение и завършват съответно на -a или -e.
Когато човек се обръща директно към някого, тогава името е в звателен падеж например Jāni/Яни за Jānis/Янис. Умалителната форма на името често се използва, за да изрази привързаност или когато е обръщение към дете, например в този случай Jānis/Янис става Jānīti/Янити (звателна умалителна форма).

## Правопис
Писането на латвийски имена винаги се подчинява на силно фонетичната латвийска азбука, а в случай на хора от латвийска народност, родени извън страната или при брак между латвийки и чужденци (ако се приема фамилията на мъжа) чуждото име се модифицира, за да се подчини на фонетичния правопис
и да придобие съответната наставка. Например Барак Обама става Баракс Обама, докато Джордж Буш е Džordžs Bušs.
Това довежда до поне половин дузина съдебни дела през последните няколко десетилетия, най-вече от етнически руснаци, латвийски граждани, които не добавят окончания към фамилиите си или от латвийски жени, които отказват чуждото име на съпруга им да бъде транскрибирано фонетично в документите им (съдебния случай Mentzen наричан още Mencena срещу Латвия), като жалбата ѝ е отклонено. Отделно латвийска двойка води съдебно дело, за да позволят да нарекат детето си Otto (вместо Ото с едно „т“).

## История
Преди премахването на крепостничеството (1817 в Курландия, 1819 във Видземе, 1861 в Латгалия) само благородниците, свободните занаятчии или хората живеещи в градовете имат фамилни имена. По тази причина най-старите латвийски фамилни имена произхождат от немски или долнонемски, отразявайки водещото значение на немски език като официален в Латвия до 19 век. Примери: Meijers/Meijere (На немски език: Meier, управител на ферма; подобен на кмет), Millers/Millere (на български език: Милерс/Милере; на немски език: Müller/Мюлер, мелничар), Šmits/Šmite (на български език: Шмитс/Шмите, на немски език: Schmidt/Шмид, ковач), Šulcs/Šulca (на български език: Шулцс/Шулка, на немски език: Schulze, полицай), Ulmanis (на български език: Улманис, на немски език: Ullmann/Улман, човек от Улм), Godmanis/Годманис (Бог-човек), Pētersons/Петерсонс (син на Петер). Някои латвийски фамилни имена, главно от Латгалия са с полски или беларуски произход и при тях е променен края на името -ski/-cki на -skis/-ckis, -czyk на -čiks или -vich/-wicz на -vičs, например Соколовкис/Соколовска, Балдунчикс/Балдунчика или Раткевич/Раткевича.
Официалните записи на латвийски имена често са насилствено асимилирани в чуждата култура, която доминира по това време в латвийските земи. Например местните пастори, които са били често от немски произход са издавали брачни свидетелства и актове за раждане с германизирани имена: например Калнс е записвано като Берг (и двете означават „планина“ съответно на латвийски и немски). Понякога обратния процес на дегерманизацията създава леки различия в имената Daugmants/Даугмантс е геманизирано като Daugmann/Даугман и след това дегерманизирано в Daugmanis/Даугманис
Мнозинството от латвийските селяни получават фамилиите си през 1826 г. (във Видземе), през 1835 г. (в Курландия)и през 1866 г. (в Латгалия). Умалителните имена са най-често срещата форма на фамилни имена. Примери: Kalniņš/Kalniņa/Калнинс/Калнина (малък хълм), Bērziņš/Bērziņa/Берзинш/Берзина (малка бреза).
През времето, в което Латвия е част от Руската империя и Съветския съюз латвийските имена са русифицирани в официалната им употреба. По-конкретно латвийските имена са организирани по модела на руските имена: лично име, бащино име (презиме), фамилно име. Мъжките окончания за личните имена често са съкращавани. Например поета Имантс Зиедонис официално е наричан Имант Янович Зиедонис ).
През 20 век., особено в периода между двете световни войни на латвийското национално движение и по време на диктаторския режим на Улманис в края на 30-те години, когато много балтийски германци напускат Латвия има тенденция да се връщат германските имена към техните първоначални латвийски съответския или да се приемат латвийски съответствия. В един такъв пример министъра на вътрешните работи Корнелийс Веитманис става Корнелийс Виедниекс.

## Именни дни
Латвия е сред европейските страни, които празнуват именни дни (vārda dienas), празнуване почти сравнимо със значението на рождените дни. Повечето от именните дни са свързани с дните на светци от църковния календар, но в последните десетилетия нови имена се добавят към календара от специални комисия. Някои имена и техните именни дни имат връзка с важни празници, например празника на лятното слънцестоене наричан Яни започва на 23 юни с Līgo diena (имен ден за жени с името Лига) и продължава на 24 юни – Jāņu diena – имен ден за мъже с името Янис. Подобно на тях Мартини празника за посрещане на зимата, състоящ се на 10 ноември съвпада с именните дни за мъже с имена Мартинш, Марцис и Маркус.

## Най-популярните латвийски имена
По-долу са дадени най-популярните етническите латвийски имена. Като се има предвид обаче голямата източнославянска диаспора (руснаци, украинци, беларуси), която съставлява една трета от населението на Латвия имена популярни сред славянското население повишават броя на хората с определени имена, например най-популярното мъжко име в Русия е Александър (или Aleksandrs/Александърс в латвийското му предаване) го прави второто най-използвано име в Латвия ако се имат предвид всички етноси.
| №  | Мъжки имена     | Женски имена      | Фамилни имена       |
| -- | --------------- | ----------------- | ------------------- |
| 1  | Jānis/Янис      | Anna/Анна         | Bērziņš/Берзинш     |
| 2  | Andris/Андрис   | Kristīne/Кристине | Kalniņš/Калнинш     |
| 3  | Juris/Юрис      | Inese/Инесе       | Ozoliņš/Озолинш     |
| 4  | Edgars/Едгарс   | Inga/Инга         | Jansons/Янсонс      |
| 5  | Māris/Марис     | Ilze/Илзе         | Ozols/Озолс         |
| 6  | Aivars/Айварс   | Līga/Лига         | Liepiņš/Лиепинш     |
| 7  | Mārtiņš/Мартинш | Dace/Даце         | Krūmiņš/Круминш     |
| 8  | Pēteris/Петерис | Anita/Анита       | Balodis/Балодис     |
| 9  | Ivars/Иварс     | Marija/Мария      | Eglītis/Еглитис     |
| 10 | Valdis/Валдис   | Iveta/Ивета       | Pētersons/Петерсонс |